# Christmas (Cher)
Christmas è il 27° album in studio della cantante statunitense Cher, pubblicato nel 2023. Si tratta di un album di musica natalizia.

## Tracce
1. DJ Play a Christmas Song – 3:29 (Sarah Hudson, Jessie Saint John, Brett McLaughlin, James Abrahart, Mark Schick, Lionel Crasta)
2. What Christmas Means to Me (with Stevie Wonder) – 2:35 (Anna Gaye, Allen Story, George Gordy)
3. Run Rudolph Run – 2:53 (Chuck Berry, Johnny Marks, Marvin Brodie)
4. Christmas (Baby Please Come Home) (with Darlene Love) – 2:43 (Ellie Greenwich, Jeff Barry, Phil Spector)
5. Angels in the Snow – 2:52 (Ferras, Hudson, Saint John, McLaughlin, Abrahart, Schick, Crasta)
6. Home (with Michael Bublé) – 3:44 (Bublé, Alan Chang, Amy Foster-Gillies)
7. Drop Top Sleigh Ride (with Tyga) – 3:20 (McLaughlin, Ferras, Abrahart, Saint John, Crasta, Schick, Michael Stevenson, Hudson)
8. Please Come Home for Christmas – 2:55 (Charles Brown, Gene Redd)
9. I Like Christmas – 2:59 (Bryan Frasher, Maxwell Frasher, Tracy Frasher)
10. Christmas Ain't Christmas Without You – 2:55 (Alexis Francis, Mark Taylor, Patrick Mascall, Paul Barry)
11. Santa Baby – 3:21 (Joan Javits, Philip Springer, Tony Springer)
12. Put a Little Holiday in Your Heart (with Cyndi Lauper) – 3:07 (Greg Wojohn, Rodger Wojohn, Scott Wojohn)
13. This Will Be Our Year – 2:14 (Chris White)